# 藤堂香貴
藤堂 香貴（とうどう こうき、1973年10月18日 -）は、カンボジア出身のフリーライター。

## 経歴
王立プノンペン大学卒業という異色のフリーライター。海外雑誌の編集者経験から、米国ヒップホップ人脈にも強い。（拳論ブログより）
　1993年、内外タイムスで連載コラムなどを執筆。その後はShe's ブレイク！、モバッチェガツン！、ケータイ攻略マガジン、デジタルネットギアなどでも執筆。週刊特報では芸能関係のスクープ記事も多かった。最近はフリー記者集団「拳論」での活動で知られ、「実話ナックルズ」「東京スポーツ」「紙の爆弾」などで署名記事を書いている。

## 主な著書
- 『ＡＫＢ４８解体全書』（鹿砦社）